# Célestin de Saint-Dié
Dominique Bazelaire, en religion père Célestin de Saint-Dié (Saint-Dié, le 30 avril 1648 - Nancy, le 27 janvier 1709), capucin, fut provincial de Nancy à trois reprises.

## Milieu familial
Les Bazelaire pourraient tirer leur nom d'une origine bâloise. À une douzaine de lieues de Bâle, vers 1336, Albrecht Baseler, chevalier, tenait de l’évêque de Strasbourg un fief faisant partie du Haut-Mundat et relevant donc du ban de Rouffach, dans l’actuel Haut-Rhin.
En tous les cas, les Bazelaire étaient établis dès le XVe siècle en la cité d'Yvoix ou Ivoi, depuis nommée Carignan (Ardennes), dans le Comté de Chiny, où Jehan Ier Bazelaire, dit Petit Jehan (ca 1460 - avant 1505), fut cité à titre posthume dans un acte du 25 avril 1504. Il comptait plusieurs ecclésiastiques dans sa parenté :
- Estienne Ier Bazelaire ou Bauzelaire († après le 9 mars 1510), religieux de l'ordre de Prémontré, abbé de Mureau de 1499 à 1507[2], qui se vit contester la jouissance de la chapellenie de l’ermitage du Bonlieu, à Rouvroy, près de Montmédy, au diocèse de Trèves, en 1510[3].
- Jehan II Bazelaire, curé de Martigny-les-Gerbonvaux, près de Coussey (Vosges), qui fut nommé administrateur de l’hôpital Saint-Éloi de Gerbonvaux par lettres patentes données le 27 mai 1521 par Jehan VIII, comte de Salm (1495-1548)[4].
- Messire Didier Ier Bazelaire († après le 19 janvier 1590), prêtre du diocèse de Trêves, l'un des six chanoines du chapitre de l’église collégiale d’Ivoix-Carignan en 1581-1588, qui était trésorier de ce chapitre le 17 octobre 1584[5].

Par une transaction du 15 juillet 1576, Florent Ier Bazelaire (ca 1545 - après le 25 juin 1601) vendit à son frère Jehan III Bazelaire l’Aisné (ca 1530 - après le 1er mai 1610) ses droits héréditaires dans la succession paternelle et, fuyant probablement aussi bien les guerres qui achevaient de dévaster le duché de Luxembourg et le comté de Chiny, que la peste qui ravageait la ville d'Yvoix-Carignan, il alla s'établir à Saint-Dié-des-Vosges. Or, au tout début du XVIIe siècle, Jehan III Bazelaire l’Aisné (ca 1530 - après le 1er mai 1610) quitta lui aussi Yvoix pour s'installer à Sainte-Catherine, aujourd'hui en Belgique, dont il était bourgeois en 1605 et échevin en 1607. Jehan III avait épousé en premières noces, avant le 18 janvier 1564, une damoiselle Le Menusier, et en secondes noces, avant le 15 septembre 1570, damoiselle Poncette Anthoine dite de Roussel († après le 7 avril 1633).
Son fils, Jehan IV Bazelaire le Jeune (Yvoix ca 1550 - après le 10 juillet 1587), « bourgeois d’Yvoix-Carignan » en 1577, obtint de Salentin de Wahl, écuyer, prévôt d’Yvoix, de son beau-frère Martin Chardel, « chastelaijn héréditable et recepveur » d’Yvoix, de Thiébault de Hézecques, seigneur d’Inor et de Messencourt, de Poncelet Bonny, lieutenant, ainsi que de Jehan La Briche, Gérard du Mont, et Jacquemin Henriot, jurés, et de Jacquemin Corpel, clerc juré, un jugement du 20 septembre 1572 basé sur des reconnaissances émanant des justices de Neufchâteau et du Pays messin ainsi que sur des titres authentiques, établissant sa noblesse et celle de « ses prédécesseurs, ayeux, bisayeuls, parens et alliés ». Toutefois, à Saint-Dié-des-Vosges, la descendance de Florent Ier Bazelaire tomba rapidement dans la roture et abandonna le style de vie et les attributs de la noblesse, jusqu'à la seconde moitié du XVIIe siècle où elle amorça un processus d'ascension sociale.

## Naissance
Fils aîné et second enfant de Florent V Bazelaire (1619-1686), conseiller de police et maître des postes à Saint-Dié , et de sa femme Anne Gérardin († Saint-Dié, 1678), Dominique Bazelaire est le filleul d’honorable Dominique Doyen († Saint-Dié, 1674), tabellion et maître échevin de Saint-Dié-des-Vosges, et de Jeannon Berger, aussi de Saint-Dié. 

## Gardien de Vaudrevange et Sarrelouis
Profès en l’ordre des frères mineurs capucins, ordonné prêtre vers 1671, le père Célestin de Saint-Dié fut nommé gardien du couvent de Vaudrevange, alors capitale du Bailliage d'Allemagne, la partie germanophone du duché de Lorraine. En 1680, après le traité de Nimègue que le duc Charles V n’avait pas voulu accepter, le roi Louis XIV ordonna le démantèlement de la petite ville de Vaudrevange et, avec le matériel fourni par ses remparts ruinés par les Suédois, l’édification de la nouvelle ville-forteresse de Sarrelouis. Après avoir pris part comme définiteur au chapitre de 1680, le père Célestin de Saint-Dié fut nommé gardien du futur couvent de Sarrelouis et c’est en cette qualité qu’il posa la première pierre de la cité naissante, le 5 août 1680.

## Provincial de Nancy
Deuxième custode de sa province au chapitre général de l’ordre à Rome le 8 juin 1685, il était provincial de Nancy lorsqu’il assista aux chapitres généraux de l’ordre qui se tinrent à Rome les 18 juin 1691 et 16 mai 1691. Au cours de ses neuf années de provincialat, il fit recueillir dans un nécrologe les noms des plus de soixante-dix capucins qui avaient donné leur vie « en soignant les pestiférés [lorrains] pendant les douze années de la contagion » et il fit placer de semblables nécrologes dans les sacristies de toutes les églises conventuelles de sa province. Durant ce temps, il eut manifestement pour vicaire provincial élu le révérend père Joseph de Ligny († 1709 Toul). 

## Dernières années
Le père Célestin assista en qualité de premier custode de sa province, au chapitre général de l’ordre des capucins, tenu à Rome le 2 juin 1702. Gardien du couvent de Nancy de novembre 1702 à novembre 1704, de nouveau provincial de Nancy de novembre 1704 à novembre 1705, il demeurait encore en novembre 1706 au couvent de Nancy, dont il fut encore gardien en 1709. Le père Célestin de Saint-Dié mourut custode général de la province de Nancy. 

## Écrits
À l’occasion de la concession de lettres patentes de confirmation de noblesse et de réhabilitation d’ancienne noblesse, le 8 janvier 1705 à Lunéville par Léopold, duc de Lorraine et de Bar, à ses deux frères Florent-Joseph Ier Bazelaire (1652-1724), prévôt royal de Saint-Dié à partir de 1682, lieutenant-général et chef de police au siège bailliager de Saint-Dié à partir du 1er janvier 1702, acquéreur du comté de Lesseux le 2 décembre 1690 et Charles Bazelaire (1664-1725), maître particulier des Eaux-et-Forêts à Saint-Dié, il écrivit une Instruction conservée dans les archives de sa famille, dont suit un large extrait :
« Considerès que les honneurs et les richesses viennent de Dieu, qui est le principe de tout bien, et ne vous ennorgueillissès pas des lettres de noblesse dont Son Altesse Royale a honoré vos pères. Presque tout le monde, et les jaloux mesme de notre famille, ont attribué ce succès à la bonne vie et aux aumônes de nos parens ; notre bonne mère qui n’estoit que simple bourgeoise, faisoit néanmoins des aumônes fort considérables par rapport à ses facultés, car outre celles qu’elle laissoit tous les jours à la porte, et à des pauvres honteux, lorsqu’elle cuisoit du pain, elle en ordonnoit cinq ou six michettes pour des pauvres […]. À Pâques, elle distribuoit une bande de lard à ceux qui n’avoient pas moyen d’acheter de la chair, et aux pauvres malades elle envoyaoit du vin, de sorte que quand elle mourut, les pauvres la regrettoient avec larmes et disoient : "nostre bonne mère est morte." […]
Ne vous paradès donc pas de votre noblesse, que pour estre plus honêtes et plus vertueux, et scachès que ce n’est point un advantage d’estre noble, si l’on est esclave des vices : ayès la crainte de Dieu, servès-le fidèlement, et faites-le servir de même par ceux qui vous appartiennent. Et ne vous servès pas de vos commodités et de votre élévation pour vous adonner à l’oisiveté, au vice, à la dissolution, et au libertinage, qui attirent la malédiction de Dieu sur les familles, et qui l’obligent à les réduire à un état plus bas encore et plus misérable que celui dont il les avoit tirés, par un pur effet de sa bonté. Quelle honte a un homme, qui bouffy d’orgueil, se vante de sa naissance, méprise les autres, et ne vit pas conformément à son extraction ! De sorte que pour reconnaître s’il est noble, il faut recourir aux épitaphes de ses aïeux. C’est dans ce sens que Cicéron répondit à Salluste, qui luy reprochoit qu’il estoit le premier noble de sa race ; il est vray, dit-il, que je suis le premier noble de ma race ; mais tu es le dernier de la tienne ! Parce qu’il ne la soutenoit pas [sa race] par ses actions. »